# 宜昌黄杨
宜昌黄杨（学名：Buxus ichangensis）为黄杨科黄杨属的植物，是中国的特有植物。分布于中国大陆的湖北等地，生长于海拔30米至300米的地区，多生于河岸、江岸或向阳处岩石上，目前尚未由人工引种栽培。